# Dysdercus peruvianus
Dysdercus peruvianus är en insektsart som beskrevs av Guérin-Méneville 1831. Dysdercus peruvianus ingår i släktet Dysdercus och familjen eldskinnbaggar. Inga underarter finns listade i Catalogue of Life.